# 特勒爾縣 (德克薩斯州)
特拉維斯县（英語：Terrell County）是位於美国德克萨斯州西南部的一個郡，南界墨西哥，面積6,107平方公里。根據2020年美國人口普查，共有人口760人。縣治桑德森（Sanderson）。該縣成立於1905年4月8日，縣政府於7月27日成立；縣名以曾任州參議員的亞歷山大·W·特勒爾（Alexander W. Terrell）命名。